# ألبرت مول
ألبرت مول (بالألمانية: Albert Moll)‏ هو عالم نفس وطبيب نفسي ألماني، ولد في 4 مايو 1862 في ليشنو في بولندا، وتوفي في 23 سبتمبر 1939 في برلين في ألمانيا.